# 林培远
林培远，山东文登人，是一名清朝政治人物。举人出身。
林培远曾于1775年接替李懋极任嘉定县知县一职，1775年由傅作霖接任。